# Corunna (Indiana)
Corunna – miejscowość  w Stanach Zjednoczonych, w stanie Indiana, w hrabstwie DeKalb.